# Caribbean Stud Poker
Il Caribbean Stud costituisce una variante del gioco del poker, tra le più conosciute al mondo essendo presente in tutte le case da gioco dotate di tavoli all'americana.
La particolarità di questo gioco consiste nel fatto che i partecipanti giocano contro il banco e non l'uno contro l'altro. Altra caratteristica è la possibilità di vincere il Jackpot, un montepremi progressivo che aumenta in base alle puntate dei giocatori e che viene corrisposto alle combinazioni più alte.

## Regole
Si gioca con un mazzo da 52 carte.

Il gioco ha inizio quando il banco autorizza i partecipanti ad effettuare la puntata iniziale, detta Ante.

Il giocatore che desidera partecipare al Jackpot, versa una puntata supplementare nell'apposito spazio sul tavolo (nei casinò europei è solitamente pari ad 1 Euro). Una volta completate le puntate, il croupier distribuisce in senso orario cinque carte coperte a ciascun giocatore e cinque carte, l'ultima delle quali scoperta, al banco.
A questo punto il croupier dà il permesso di raccogliere le carte ricevute dai giocatori, i quali devono decidere se continuare o abbandonare il gioco, sulla base delle combinazioni in loro possesso e in considerazione del fatto che non è possibile scartare o ricevere carte supplementari.

Il giocatore che decide di continuare, depone le proprie carte coperte nello spazio riservato alla puntata successiva ed effettua un rilancio, detto BET, doppio rispetto alla propria Ante.

Chi abbandona, deposita le carte, sempre coperte, accanto alla propria puntata iniziale, che viene persa e ritirata dal tavolo.

Una volta presa da tutti i giocatori una decisione, il croupier scopre le quattro carte rimanenti del banco.

### No hand
Se il banco non dovesse avere una high hand, ossia una mano con almeno Asso e Re o una combinazione migliore, il croupier annuncia no hand (niente in mano).

In questo caso, i giocatori che hanno effettuato il rilancio vengono ripagati di un ammontare pari a una volta la loro puntata iniziale. In questa fase del gioco, viene richiesto al croupier di controllare le carte dei giocatori per una possibile mano di Jackpot, il quale viene pagato per intero anche con una dichiarazione di no hand.

### Showdown
Se il banco ha una high hand, o una combinazione migliore, questa viene confrontata con la mano di ciascun giocatore.

Tale fase del gioco, durante la quale il solo autorizzato a toccare le carte è il croupier, è chiamata showdown. Si possono verificare tre differenti situazioni:
- La mano del banco è migliore di quella del giocatore - In questo caso il giocatore perde la puntata iniziale ed il rilancio.
- Il banco realizza lo stesso punteggio del giocatore - Situazione detta di stand off, in cui le puntate del giocatore vengono mantenute.
- La mano del giocatore è migliore rispetto a quella del banco - Il giocatore viene pagato con una vincita pari ad una volta la propria puntata iniziale, più la proporzione fra il valore della mano realizzata ed il proprio rilancio.

### Tabella dei pagamenti
Di seguito viene indicata la proporzione dei pagamenti in base alla combinazione realizzata:
| Scala Reale     | 100 a 1 |
| Scala Colore    | 50 a 1  |
| Poker           | 20 a 1  |
| Full            | 7 a 1   |
| Colore          | 5 a 1   |
| Scala           | 4 a 1   |
| Tris            | 3 a 1   |
| Doppia Coppia   | 2 a 1   |
| Coppia o minore | 1 a 1   |

## Jackpot
Viene anche definito montepremi progressivo, poiché la sua caratteristica è quella di essere costantemente in crescita.

Le puntate relative al Jackpot sono dette side-bets (scommesse separate), nome che sottolinea il fatto che il corso normale del gioco, non influenza le possibilità di aggiudicarselo. Per tentare di vincerlo, il giocatore deve inserire, dopo aver effettuato la propria Ante, l'equivalente richiesto nell'apposito spazio sul tavolo davanti a sé.
A questo punto, dopo che il croupier dichiara chiuse le puntate, il tavolo inghiotte le fiche, l'attivarsi di particolari luci rosse indica quali giocatori hanno effettuato la scommessa e su un apposito display è possibile vedere l'ammontare del Jackpot che cresce. Generalmente tutti i tavoli di Caribbean Stud Poker di uno stesso Casinò sono collegati allo stesso Jackpot, il quale continua ad incrementare finché uno dei giocatori non realizza una mano che dà diritto al premio. Le vincite realizzate vengono dedotte dal contatore progressivo e se un giocatore realizza una Scala Reale, il Jackpot viene azzerato e fatto ripartire da un montepremi base. Il Jackpot viene pagato anche nel caso il banco dichiari no hand ed in alcuni Casinò sono presenti contatori progressivi per ogni combinazione vincente. Di seguito un esempio di come potrebbe essere assegnato un Jackpot in base alle combinazioni vincenti: 
| Scala Reale  | 100% del Jackpot |
| Scala Colore | 20% del Jackpot  |
| Poker        | 500 Euro         |
| Full         | 100 Euro         |
| Colore       | 50 Euro          |